# Thymus armuniae
Thymus armuniae là một loài thực vật có hoa trong họ Hoa môi. Loài này được R.Morales miêu tả khoa học đầu tiên năm 1984.